# Heterodermia verdonii
Heterodermia verdonii är en lavart som beskrevs av Elix. Heterodermia verdonii ingår i släktet Heterodermia och familjen Physciaceae.   Inga underarter finns listade i Catalogue of Life.